# クアパーク津田
クアパーク津田（クアパークつだ）は、香川県さぬき市にある市営の国民宿舎。
元々は津田町（現・さぬき市）が運営する町営の国民宿舎だったが、1996年11月に津田健康開発公社に管理を委託すると同時に施設の運営を民間企業に委託した。2009年現在の委託運営先は穴吹エンタープライズである。

## 沿革
- 1962年（昭和37年）3月 - 国民宿舎松琴閣を建設。
- 1968年（昭和43年） - 増築。
- 1973年（昭和48年） - 増築。
- 1992年（平成4年）11月 - 宿舎に隣接して温浴施設「クアタラソさぬき津田」を建設。株式会社津田健康開発公社を設立し、同施設の管理運営を委託。
- 1996年（平成8年）12月 - 国民宿舎松琴閣を移転し、「クアパーク津田」と改名。両施設の管理を株式会社津田健康開発公社に委託すると同時に、運営を穴吹エンタープライズ株式会社に委託する。

## 施設
- 地上3階地下1階
- 客室数 - 和室22室・洋室4室（定員計：88名）
- レストランアクアベル
- 大浴場・津田の湯（外来入浴可能）
- カラオケルーム
- ゲームコーナー
- クアハウス施設
- 大小宴会場・会議室